# Saison 2 de Grey's Anatomy
Chronologie
Saison 1 Saison 3
La saison 2 de la série télévisée Grey's Anatomy débute en septembre 2005 et s'achève en mai 2006 sur le réseau américain ABC, avec un total de 27 épisodes.

## Intrigues
Meredith et ses amis entament leur deuxième année d’internat au Seattle Grace Hospital. Alors que le programme devient particulièrement exigeant, la vie privée de nos jeunes internes n’est pas non plus épargnée. La relation entre Meredith et Derek se complique avec l’arrivée de sa femme, le docteur Addison Montgomery, tandis qu’Alex et Izzie continuent de se rapprocher. De son côté, Cristina reconsidère sa relation avec le docteur Burke.

## Généralités
La série ayant débuté tard au printemps 2005, neuf épisodes ont été diffusés pour la première saison. Les quatre épisodes restants ont été diffusés à partir de septembre 2005, suivi des 23 épisodes commandés, portant la saison à 27 épisodes.

## Distribution

### Acteurs principaux
- Ellen Pompeo (VF : Céline Mauge) : Dr Meredith Grey (27/27)
- Sandra Oh (VF : Yumi Fujimori) : Dr Cristina Yang (27/27)
- Katherine Heigl (VF : Charlotte Marin) : Dr Izzie Stevens (27/27)
- Justin Chambers (VF : Sébastien Desjours) : Dr Alex Karev (27/27)
- T.R. Knight (VF : Thierry Wermuth) : Dr George O'Malley (27/27)
- Chandra Wilson (VF : Zaïra Benbadis) : Dr Miranda Bailey (26/27)
- James Pickens, Jr. (VF : Saïd Amadis) : Dr Richard Webber (27/27)
- Kate Walsh (VF : Anne Deleuze) : Dr Addison Montgomery-Shepherd (27/27)
- Isaiah Washington (VF : Jean-Paul Pitolin) : Dr Preston Burke (27/27)
- Patrick Dempsey (VF : Damien Boisseau) : Dr Derek Shepherd (27/27)

### Acteurs récurrents et invités
- Sarah Utterback : Olivia Harper (9 épisodes)
- Loretta Devine (VF : Monique Thierry) : Adele Webber
- Kate Burton (VF : Évelyne Grandjean) : Dr Ellis Grey
- Kym Whitley (en) : Yvonne[1] (épisode 6)
- Christina Ricci (VF : Alexandra Garijo) : Hannah Davies[2] (épisodes 16 et 17)
- Chris O'Donnell (VF : Jean-Philippe Puymartin) : Finn Dandrige (épisodes 22 à 27)
- Sara Ramirez (VF : Edwige Lemoine) : Dr  Callie Torres (épisodes 19 à 25 et 27)
- Jeffrey Dean Morgan (VF : Jérôme Keen) : Denny Duquette (10 épisodes)
- Brooke Smith (VF : Véronique Augereau) : Dr  Érica Hahn (épisode 25 à 27)
- Eric Dane (VF : Renaud Marx) : Dr  Mark Sloan (épisode 18)
- Kali Rocha (VF : Brigitte Aubry) : Dr Sydney Heron (épisode 15)

## Épisodes

### Épisode 1:Surveillance rapprochée
- États-Unis /  Canada : 25 septembre 2005 sur ABC[3] / CTV[4]
- France : 31 juillet 2006 sur TF1

- États-Unis : 18,98 millions de téléspectateurs[5] (première diffusion)
- France : 4,04 millions de téléspectateurs (première diffusion)

- Kate Walsh (Dr Addison Montgomery-Shepherd)
- Steven W. Bailey (Joe)

### Épisode 2:Donnant donnant
- États-Unis : 25 septembre 2005 sur ABC
- France : 31 juillet 2006 sur TF1

- États-Unis : 17,57 millions de téléspectateurs[6] (première diffusion)
- France : 3,59 millions de téléspectateurs (première diffusion)

- Kate Walsh (Dr Addison Montgomery-Shepherd)
- Loretta Devine (Adele Webber)
- Scott Michael Campbell (M. Hubble)
- Romy Rosemont (Lea Seibert)
- Lukas Behnken (en) (Scott Seibert)
- Sarah Utterback (Olivia Harper)

### Épisode 3:Chute libre
- États-Unis : 9 octobre 2005 sur ABC
- France : 7 août 2006 sur TF1

- États-Unis : 18,12 millions de téléspectateurs[7] (première diffusion)
- France : 3,31 millions de téléspectateurs (première diffusion)

- Kate Walsh (Dr Addison Montgomery-Shepherd)
- Angela Goethals (Kelly Roesch)
- Kate Burton (Dr Ellis Grey)

### Épisode 4:Faux semblants
- États-Unis /  Canada : 16 octobre 2005 sur ABC / CTV
- France : 7 août 2006 sur TF1

- États-Unis : 18,28 millions de téléspectateurs[8] (première diffusion)
- Canada : 1,872 million de téléspectateurs[9]
- France : 3,03 millions de téléspectateurs (première diffusion)

- Kate Walsh (Dr Addison Montgomery-Shepherd)
- Thomas Ian Nicholas (Jeremiah Tate)
- Don McManus (Samuel Linden)
- Tsai Chin (Helen Rubenstein, la mère de Cristina)
- Lee Garlington (Fara Linden)
- Katherine LaNasa (Vera Kalpana)
- Steven W. Bailey (Joe)
- Kate Burton (Dr Ellis Grey)

Cet épisode devait être le dernier de la saison 1.

### Épisode 5:Panne d'électricité
- États-Unis : 23 octobre 2005 sur ABC
- France : 14 août 2006 sur TF1

- États-Unis : 18,00 millions de téléspectateurs[10] (première diffusion)
- France : 3,36 millions de téléspectateurs (première diffusion)

- Kate Walsh (Dr Addison Montgomery-Shepherd)
- Mimi Kennedy (Verna Bradley)
- Francois Chau (M. Chue)
- Brent Briscoe (Henry Lamott)
- Michelle Krusiec (Anna Chue)
- Daniel Bess (Pete Willoughby)
- Steven W. Bailey (Joe)
- Kate Burton (Dr Ellis Grey)

### Épisode 6:Face à face
- États-Unis : 30 octobre 2005 sur ABC
- France : 14 août 2006 sur TF1

- États-Unis : 16,67 millions de téléspectateurs[11] (première diffusion)
- France : 3,53 millions de téléspectateurs (première diffusion)

- Kate Walsh (Dr Addison Montgomery-Shepherd)
- Monica Keena (Bonnie Crasnoff)
- Bruce A. Young (Tom Maynard)
- Kym Whitley (en) (Yvonne)
- Cynthia Ettinger (Jana)
- Juliette Jeffers (Mary)
- Michelle Arthur (en) (Brooke)
- Steven W. Bailey (Joe)

### Épisode 7:La Bête curieuse
- États-Unis : 6 novembre 2005 sur ABC
- France : 14 août 2006 sur TF1

- États-Unis : 18,13 millions de téléspectateurs[12] (première diffusion)
- France : 3,36 millions de téléspectateurs (première diffusion)

- Michelle Ongkingco (Nicole Verma)
- Elaine Kagan (Kimberly Griswold)
- Francis Guinan (Mr. Verma)
- Reni Santoni (Mr. Griswold)
- Patti Yasutake (Mrs. Verma)
- Joseph Sikora (Shane Herman)
- Tyrees Allen (Dr Saltzman)
- Steven W. Bailey (Joe)

### Épisode 8:Ainsi soit-il
- États-Unis /  Canada : 13 novembre 2005 sur ABC / CTV
- France : 21 août 2006 sur TF1

- États-Unis : 19,74 millions de téléspectateurs[13] (première diffusion)
- Canada : 2,186 millions de téléspectateurs[14]
- France : 4,04 millions de téléspectateurs (première diffusion)

- Arija Bareikis (Savannah)
- Joseph Lyle Taylor (Weiss)
- Shelley Berman (Jed Sorento)
- Geoffrey Rivas (Stu Vargas)
- Brittany Ishibashi (Talia)
- Janet Rotblatt (Esme Sorento)

### Épisode 9:Une nouvelle famille
- États-Unis /  Canada : 20 novembre 2005 sur ABC / CTV
- France : 21 août 2006 sur TF1

- États-Unis : 20,33 millions de téléspectateurs[15] (première diffusion)
- Canada : 2,14 millions de téléspectateurs[16]
- France : 3,53 millions de téléspectateurs (première diffusion)

- Brian Kerwin (Holden McKee)
- Greg Pitts (Jerry O'Malley)
- Tim Griffin (Ronny O'Malley)
- George Dzundza (M. O'Malley)
- Sarah Utterback (Olivia Harper)
- Steven W. Bailey (Joe)

### Épisode 10:Démesure
- États-Unis : 27 novembre 2005 sur ABC
- France : 28 août 2006 sur TF1

- États-Unis : 19,59 millions de téléspectateurs[17] (première diffusion)
- France : 4,48 millions de téléspectateurs (première diffusion)

- Curtis Armstrong (Robert Martin)
- Margaret Welsh (Dorie Russell)
- Pat Healy (Tom Russell)
- Sunkrish Bala (Steve Murphy)
- Sarah Utterback (Olivia Harper)
- Robin Pearson Rose (Patricia)

### Épisode 11:Cœurs esseulés
- États-Unis : 4 décembre 2005 sur ABC
- France : 28 août 2006 sur TF1

- États-Unis : 20,59 millions de téléspectateurs[18] (première diffusion)
- France : 4,04 millions de téléspectateurs (première diffusion)

- Rosanna Arquette (Constance Ferguson)
- Timothy Bottoms (Carl Murphy)
- Margaret Welsh (Dorie Russell)
- Pat Healy (Tom Russell)
- Curtis Armstrong (Robert Martin)
- Sarah Utterback (Olivia Harper)

### Épisode 12:L'Esprit de Noël
- États-Unis : 11 décembre 2005 sur ABC
- France : 4 septembre 2006 sur TF1

- États-Unis : 15,70 millions de téléspectateurs[19] (première diffusion)
- France : 4,15 millions de téléspectateurs (première diffusion)

- Jenny O'Hara (la mère de Nadia)
- Helen Slater (Nadia Shelton)
- Michael Hyatt (Marian Davidson)
- Andrew Bilgore (Tim Epstein)
- Kathe Mazur (Mrs. Epstein)
- Richard Jenik (Jimmy Shelton)
- C.J. Sanders (Justin Davidson)
- Steven W. Bailey (Joe)
- Robin Pearson Rose (Patricia)

### Épisode 13:Nouveaux Départs
- États-Unis : 15 janvier 2006 sur ABC
- France : 4 septembre 2006 sur TF1

- États-Unis : 18,97 millions de téléspectateurs[20] (première diffusion)
- France : 3,81 millions de téléspectateurs (première diffusion)

- Stephen Spinella (Mauer Pascowitz)
- Jeffrey Dean Morgan (Denny Duquette)
- Lauren Tom (Audrey)
- John Prosky (M. Singleton)
- Becca Gardner (Bex Singleton)
- Shannon Cochran (Mrs. Singleton)
- Kate Burton (Dr Ellis Grey)

### Épisode 14:Petits mensonges entre amis
- États-Unis : 22 janvier 2006 sur ABC
- France : 11 septembre 2006 sur TF1

- États-Unis : 21,04 millions de téléspectateurs[21] (première diffusion)
- France : 4,09 millions de téléspectateurs (première diffusion)

- Carole Cook (Sophie Larson)
- Donovan Leitch, Jr. (Rick Friart)
- Nancy Linari (la fille de Sophie)
- Robin Pearson Rose (Patricia)

### Épisode 15:Franchir la ligne
- États-Unis /  Canada : 29 janvier 2006 sur ABC / CTV
- France : 11 septembre 2006 sur TF1

- États-Unis : 18,44 millions de téléspectateurs[22] (première diffusion)
- Canada : 2,023 millions de téléspectateurs[23]
- France : 3,25 millions de téléspectateurs (première diffusion)

- Betty Garrett (Eleanor)
- Rae Allen (Ruth)
- Monica Calhoun (Mrs. Wood)
- Leisha Hailey (Claire Solomon)
- June Lockhart (Agnes)
- Kenneth Mitchell (Wade Solomon)
- Kali Rocha (Dr Sydney Heron)
- Steven W. Bailey (Joe)
- Regine Nehy (Cheyenne Wood)
- Robin Pearson Rose (Patricia)
- Sarah Utterback (Olivia Harper)
- Kate Burton (Dr Ellis Grey)

- Bien que créditée l'actrice Chandra Wilson n'apparaît pas dans cet épisode.
- Le titre "Break on Through" est une chanson du groupe The Doors sortie en 1967.
- Première apparition de Sydney Heron (Kali Rocha).

### Épisode 16:Code noir (1repartie)
- États-Unis : 5 février 2006 sur ABC
- France : 18 septembre 2006 sur TF1

- États-Unis : 37,88 millions de téléspectateurs[24] (première diffusion)
- France : 4,6 millions de téléspectateurs (première diffusion)

- Christina Ricci (Hannah Davies)
- Kyle Chandler (Dylan Young)
- Jillian Armenante (Mindy Carlson)
- Cress Williams (Tucker Jones)
- Larry Clarke (Paul)
- Sarah Utterback (Olivia Harper)

C'est Grey's Anatomy qui a été choisi pour être le programme diffusé après le Super Bowl XL. Cet épisode est ainsi devenu et reste à ce jour l'épisode de la série ayant enregistré les meilleures audiences.

### Épisode 17:Brume rose (2epartie)
- États-Unis /  Canada : 12 février 2006 sur ABC / CTV
- France : 18 septembre 2006 sur TF1

- États-Unis : 25,42 millions de téléspectateurs[26] (première diffusion)
- Canada : 2,149 millions de téléspectateurs[27]
- France : 4,26 millions de téléspectateurs (première diffusion)

- Christina Ricci (Hannah Davies)
- Kyle Chandler (Dylan Young)
- Jillian Armenante (Mindy Carlson)
- Loretta Devine (Adele Webber)
- Cress Williams (Tucker Jones)

### Épisode 18:Les Amants délaissés
- États-Unis : 19 février 2006 sur ABC
- France : 25 septembre 2006 sur TF1

- États-Unis : 24,36 millions de téléspectateurs[28] (première diffusion)
- France : 4,26 millions de téléspectateurs (première diffusion)

- Eric Dane (Dr Mark Sloan)
- Jeff Perry (Thatcher Grey)
- Julio Oscar Mechoso (Chuck Eaton)
- Arlene Tur (Pamela Calva)
- Jesse Plemons (Jake Burton)
- Steven W. Bailey (Joe)
- Kate Burton (Dr Ellis Grey)

- Le titre "Yesterday" est une chanson des Beatles sortie en 1965.
- Première apparition de Mark Sloan (Eric Dane).

### Épisode 19:Question de Karma
- États-Unis /  Canada : 26 février 2006 sur ABC / CTV
- France : 25 septembre 2006 sur TF1

- États-Unis : 24,76 millions de téléspectateurs[29] (première diffusion)
- Canada : 2,251 millions de téléspectateurs[30]
- France : 3,64 millions de téléspectateurs (première diffusion)

- Sara Ramirez (Dr Callie Torres)
- Jeffrey Dean Morgan (Denny Duquette)
- Ann Cusack (Amy)
- Jonathan Slavin (en) (Rick)
- Mark Harelik (Keith Paulus)
- Matt Roth (Michael)
- Cress Williams (Tucker Jones)
- Sarah Utterback (Olivia Harper)
- Noah Gray-Cabey (Shawn Beglight)

- Le titre "What Have I Done to Deserve This ?" du groupe Pet Shop Boys sortie en 1987.
- Première apparition de Callie Torres (Sara Ramirez).
- Premier épisode dans lequel le narrateur n'est pas Meredith. C'est George qui parle en voix off.

### Épisode 20:La Voie de la guérison
- États-Unis /  Canada : 12 mars 2006 sur ABC / CTV
- France : 2 octobre 2006 sur TF1

- États-Unis : 22,51 millions de téléspectateurs[31] (première diffusion)
- Canada : 2,318 millions de téléspectateurs[32]
- France : 4,6 millions de téléspectateurs (première diffusion)

- Sara Ramirez (Dr Callie Torres)
- Teddy Dunn (Heath Mercer)
- Jeffrey Dean Morgan (Denny Duquette)
- Stephen Lee (M. Gibson)
- Tim Edward Rhoze (Kyle Booker)
- Natalie Cole (Sylvia Booker)

### Épisode 21:Superstition
- États-Unis : 19 mars 2006 sur ABC
- France : 2 octobre 2006 sur TF1

- États-Unis : 21,13 millions de téléspectateurs[33] (première diffusion)
- France : 3,42 millions de téléspectateurs (première diffusion)

- Sara Ramirez (Dr Callie Torres)
- Mary Kay Place (Olive Warner)
- Jeffrey Dean Morgan (Denny Duquette)
- Omar Metwally (Jesse Fannon)
- Michaela Watkins (Nikki Ratlin)
- Anjul Nigam (Dr Raj Sen)

### Épisode 22:Les Deux Sœurs
- États-Unis : 2 avril 2006 sur ABC
- France : 9 octobre 2006 sur TF1

- États-Unis : 22,35 millions de téléspectateurs[34] (première diffusion)
- France : 4,48 millions de téléspectateurs (première diffusion)

- Chris O'Donnell (Dr Finn Dandridge)
- Sara Ramirez (Dr Callie Torres)
- Jeffrey Dean Morgan (Denny Duquette)
- Jeff Perry (Thatcher Grey)
- Mandy Siegfried (Molly Grey Thompson)
- Jusak Yang Bernhard (Seminar Teacher)
- Steven W. Bailey (Joe)
- Emilee Wallace (Amelia Carver)
- Harrison Knight (Andrew Willis)
- Mare Winningham (Susan Grey)
- Laurie Metcalf (Beatrice Carver)

### Épisode 23:Ce que patient veut…
- États-Unis : 30 avril 2006 sur ABC
- France : 9 octobre 2006 sur TF1

- États-Unis : 20,76 millions de téléspectateurs[35] (première diffusion)
- France : 3,76 millions de téléspectateurs (première diffusion)

- Chris O'Donnell (Dr Finn Dandridge)
- Sara Ramirez (Dr Callie Torres)
- Jayne Brook (Gwen Graber)
- Jeffrey Dean Morgan (Denny Duquette)
- Albert Hall (Eugene Foote)
- Jean Louisa Kelly (Rose Ward)
- Andrew Borba (Chris Ward)

### Épisode 24:À corps ouvert
- États-Unis /  Canada : 7 mai 2006 sur ABC / CTV
- France : 9 octobre 2006 sur TF1

- États-Unis : 21,99 millions de téléspectateurs[36] (première diffusion)
- Canada : 2,16 millions de téléspectateurs[37]
- France : 3,03 millions de téléspectateurs (première diffusion)

- Chris O'Donnell (Dr Finn Dandrige)
- Sara Ramirez (Dr Callie Torres)
- John Cho (Marshall Stone)
- Jeffrey Dean Morgan (Denny Duquette)
- Graham Beckel (Jim Johnson)
- Sarah Lafleur (Melanie Reynolds)
- Gabriel Tigerman (Noah Reynolds)
- Frances Fisher (Betty Johnson)

### Épisode 25:Un cœur pour deux (1repartie)
- États-Unis : 14 mai 2006 sur ABC
- France : 10 octobre 2006 sur TF1

- États-Unis : 22,60 millions de téléspectateurs[38] (première diffusion)
- France : 6,93 millions de téléspectateurs (première diffusion)

- Chris O'Donnell (Dr Finn Danger)
- Sara Ramirez (Dr Callie Torres)
- Jeffrey Dean Morgan (Denny Duquette)
- Brooke Smith (Dr Erica Hahn)
- Ken Marino (Brad Ackles)
- Michael Milhoan (Doug Thomas)
- Sydney Tamiia Poitier (Deborah Fleiss)
- Jesse Head (Will)
- Michael Arden (Neal Hannigan)
- Steven W. Bailey (Joe)
- Robin Pearson Rose (Patricia)

- Le titre "17 Seconds" est une chanson du groupe The Cure sortie en 1980.
- Première apparition d'Erica Hahn (Brooke Smith).

### Épisode 26:Un pour tous… (2epartie)
- États-Unis  Canada : 15 mai 2006 sur ABC / CTV
- France : 10 octobre 2006 sur TF1

- États-Unis : 22,50 millions de téléspectateurs[39] (première diffusion)
- Canada : 2,614 millions de téléspectateurs[40]
- France : 5,94 millions de téléspectateurs (première diffusion)

- Jeffrey Dean Morgan (Denny Duquette)
- Loretta Devine (Adele Webber)
- Brooke Smith (Dr Erica Hahn)
- Tessa Thompson (Camille Travis)
- Hallee Hirsh (Claire)
- Tiffany Hines (Natalie)
- Sarah Utterback (Olivia Harper)

### Épisode 27:…tous pour un (3epartie)
- États-Unis /  Canada : 15 mai 2006 sur ABC / CTV
- France : 10 octobre 2006 sur TF1

- États-Unis : 22,50 millions de téléspectateurs[39] (première diffusion)
- Canada : 2,614 millions de téléspectateurs[40]
- France : 6 millions de téléspectateurs (première diffusion)

- Chris O'Donnell (Dr Finn Dandrige)
- Sara Ramirez (Dr Callie Torres)
- Jeffrey Dean Morgan (Denny Duquette)
- Loretta Devine (Adele Webber)
- Brooke Smith (Dr Erica Hahn)
- Tessa Thompson (Camille Travis)
- Hallee Hirsh (Claire)
- Tiffany Hines (Natalie)
- Sarah Utterback (Olivia Harper)

## Audiences
| N° | Épisodes                                      | Épisodes                     | Première diffusion         | Première diffusion      | Nombre de téléspectateurs | Nombre de téléspectateurs |
| N° | Titre original                                | Titre français               | États-Unis                 | France                  | États-Unis                | France                    |
| -- | --------------------------------------------- | ---------------------------- | -------------------------- | ----------------------- | ------------------------- | ------------------------- |
| 1  | Raindrops Keep Falling On My Head             | Surveillance rapprochée      | Dimanche 25 septembre 2005 | Lundi 31 juillet 2006   | 18 980 000                | 4 040 000                 |
| 2  | Enough Is Enough                              | Donnant donnant              | Dimanche 25 septembre 2005 | Lundi 31 juillet 2006   | 17 570 000                | 3 590 000                 |
| 3  | Make Me Lose Control                          | Chute Libre                  | Dimanche 9 octobre 2005    | Lundi 7 août 2006       | 18 120 000                | 3 310 000                 |
| 4  | Deny, Deny, Deny                              | Faux semblants               | Dimanche 16 octobre 2005   | Lundi 7 août 2006       | 18 280 000                | 3 030 000                 |
| 5  | Bring the Pain                                | Panne d'électricité          | Dimanche 23 octobre 2005   | Lundi 14 août 2006      | 18 000 000                | 3 360 000                 |
| 6  | Into You Like A Train                         | Face-à-face                  | Dimanche 30 octobre 2005   | Lundi 14 août 2006      | 16 670 000                | 3 530 000                 |
| 7  | Something to Talk About                       | La Bête curieuse             | Dimanche 6 novembre 2005   | Lundi 14 août 2006      | 18 130 000                | 3 360 000                 |
| 8  | Let It Be                                     | Ainsi soit-il                | Dimanche 13 novembre 2005  | Lundi 21 août 2006      | 19 740 000                | 4 040 000                 |
| 9  | Thanks for the Memories                       | Une nouvelle famille         | Dimanche 20 novembre 2005  | Lundi 21 août 2006      | 20 330 000                | 3 530 000                 |
| 10 | Much too Much                                 | Démesure                     | Dimanche 27 novembre 2005  | Lundi 28 août 2006      | 19 590 000                | 4 480 000                 |
| 11 | Owner of a Lonely Heart                       | Cœurs esseulés               | Dimanche 4 décembre 2005   | Lundi 28 août 2006      | 20 590 000                | 4 040 000                 |
| 12 | Grandma Got Run Over By a Reindeer            | L'esprit de Noël             | Dimanche 11 décembre 2005  | Lundi 4 septembre 2006  | 15 700 000                | 4 150 000                 |
| 13 | Begin the Begin                               | Nouveaux départs             | Dimanche 15 janvier 2006   | Lundi 4 septembre 2006  | 18 970 000                | 3 810 000                 |
| 14 | Tell Me Sweet Little Lies                     | Petits mensonges entre amis  | Dimanche 22 janvier 2006   | Lundi 11 septembre 2006 | 21 050 000                | 4 090 000                 |
| 15 | Break on Through                              | Franchir la ligne            | Dimanche 29 janvier 2006   | Lundi 11 septembre 2006 | 18 440 000                | 3 250 000                 |
| 16 | It's the End of the World                     | Code Noir - Partie 1         | Dimanche 5 février 2006    | Lundi 18 septembre 2006 | 37 880 000                | 4 600 000                 |
| 17 | As We Know It                                 | Brume Rose - Partie 2        | Dimanche 12 février 2006   | Lundi 18 septembre 2006 | 25 420 000                | 4 260 000                 |
| 18 | Yesterday                                     | Les amants délaissés         | Dimanche 19 février 2006   | Lundi 25 septembre 2006 | 24 360 000                | 4 260 000                 |
| 19 | What Have I Done to Deserve This?             | Le Karma                     | Dimanche 26 février 2006   | Lundi 25 septembre 2006 | 24 760 000                | 3 640 000                 |
| 20 | Band-Aid Covers the Bullet Hole               | La Voie de la guérison       | Dimanche 12 mars 2006      | Lundi 2 octobre 2006    | 22 510 000                | 4 600 000                 |
| 21 | Superstition                                  | Superstition                 | Dimanche 19 mars 2006      | Lundi 2 octobre 2006    | 21 130 000                | 3 420 000                 |
| 22 | The Name of the Game                          | Les deux sœurs               | Dimanche 2 avril 2006      | Lundi 9 octobre 2006    | 22 350 000                | 4 480 000                 |
| 23 | Blues for Sister Someone                      | Ce que patient veut...       | Dimanche 30 avril 2006     | Lundi 9 octobre 2006    | 20 760 000                | 3 760 000                 |
| 24 | Damage Case                                   | À corps ouvert               | Dimanche 7 mai 2006        | Lundi 9 octobre 2006    | 21 990 000                | 3 030 000                 |
| 25 | 17 Seconds                                    | Un cœur pour deux - Partie 1 | Dimanche 14 mai 2006       | Mardi 10 octobre 2006   | 22 600 000                | 6 930 000                 |
| 26 | Deterioration of the Fight or Flight Response | Un pour tous... - Partie 2   | Lundi 15 mai 2006          | Mardi 10 octobre 2006   | 22 500 000                | 5 940 000                 |
| 27 | Losing My Religion                            | ...tous pour un - Partie 3   | Lundi 15 mai 2006          | Mardi 10 octobre 2006   | 22 500 000                | 6 000 000                 |

Légende :
- Les plus hauts chiffres d'audience
- Les plus bas chiffres d'audience